# Hada laetior
Hada laetior là một loài bướm đêm trong họ Noctuidae.